# Telescopium Herschelii
Telescopium Herschelii (z łac. „Teleskop Herschela”) – historyczny gwiazdozbiór stworzony przez Maksymiliana Hella w 1789 roku dla uczczenia odkrycia Urana przez Williama Herschela w 1781 roku. Hell wprowadził z tej okazji na niebo dwa gwiazdozbiory, które opisał Tubus Hershelii Major („Wielki”) i Tubus Hershelii Minor („Mały”), mające reprezentować dwudziestostopowy (6,1 m) i siedmiostopowy (2,1 m) teleskop astronoma; ich wizerunki nie były jednak podobne do pierwowzorów, co wskazuje, że Hell nie widział osobiście instrumentów Herschela. Gwiazdozbiory były ulokowane po dwóch stronach gwiazdy zeta Tauri, w pobliżu której został zaobserwowany Uran. Większy teleskop znajdował się pomiędzy obecnymi konstelacjami Rysia, Woźnicy i Bliźniąt, zaś mniejszy był wciśnięty między gwiazdozbiór Oriona i Byka. Johann Bode w atlasie Uranographia z 1801 roku pominął mniejszą konstelację, poprawił pisownię nazwy większej na Telescopium Herschelii i, jako że kupował instrumenty od Herschela, zilustrował ją realistycznym wizerunkiem siedmiostopowego teleskopu. Najjaśniejsza gwiazda tej konstelacji nosi współcześnie oznaczenie Flamsteeda 50 Aurigae. Gwiazdozbiór ten pojawiał się w późniejszych atlasach nieba, ale szybko wyszedł z użycia, a gwiazdy zostały ponownie rozdzielone między sąsiadujące gwiazdozbiory.